# Tiefbunker Kennedybrücke
Koordinaten: 53° 33′ 28″ N, 9° 59′ 48,1″ O

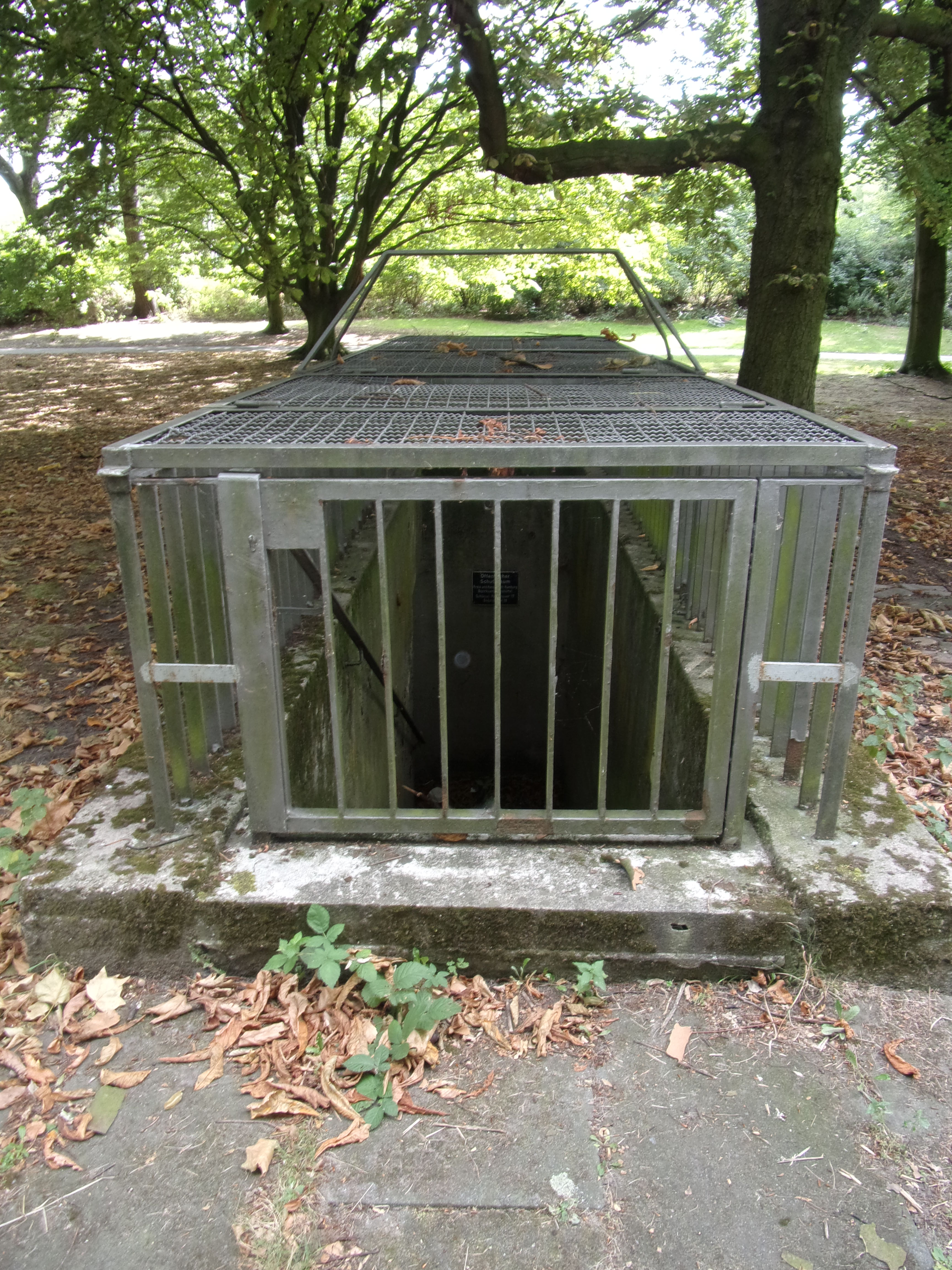
Zugangsbauwerk im Alsterpark

Der Tiefbunker Kennedybrücke ist ein aus drei Schutzräumen bestehender Zivilschutzbau in Hamburg zwischen der Kennedy- und der Lombardsbrücke.
Die Anlagen wurden als Ersatzbauwerk für den Vier-Röhren-Schutzraum Ferdinandstor aus dem Zweiten Weltkrieg errichtet und 1963 an das Bezirksamt Eimsbüttel übergeben. Der alte Röhrenbunker wurde Anfang der 1960er Jahre abgebrochen und befand sich unter dem heutigen Kubus (Galerie der Gegenwart) der Kunsthalle Hamburg.
Der Tiefbunker bietet Schutz für ungefähr 200 Personen, es gibt 134 Sitz- und 69 Liegeplätze. Der Tiefbunker ist an die Strom- und Wasserversorgung sowie die Abwasserentsorgung angeschlossen. Es existiert allerdings keine Notstromversorgung und die Anlagen verfügen über keine eigenen Brunnen. Im Verteidigungsfall ist daher eine intakte Infrastruktur notwendig.